# ألموغيرا
بلدية المغارة أو (نقحرة: ألموغيرا) (بالإسبانية: Almoguera) هي بلدية تقع في مقاطعة وادي الحجارة التابعة لمنطقة قشتالة والمنجى وسط إسبانيا.

## الديموغرافيا
بلغ عدد سكان بلدية المغارة 1.477 نسمة عام 2011 (وفقاً للمعهد الوطني الإسباني للإحصاء).
| 782 | 862 | 1.146 | 1.418 | 1.453 | 1.477 |